# Muzak Holdings
La Muzak Holdings era un'azienda musicale che lanciò sul mercato la cosiddetta musica da ascensore. Nata nel 1922 con il nome Wired Radio, fu salvata nel 2010 dalla bancarotta dalla Corte statunitense per i fallimenti e ristrutturata. Nel 2011 fu assorbita dalla multinazionale Mood Media, che si occupa di una più ampia fascia di mercato. Nel 2013 la Mood Media ha ritirato il marchio Muzak, continuando la produzione musicale sotto il proprio nome.
Il termine Muzak era diventato uno dei sinonimi usati per questo tipo di musica, che consiste in un genere commerciale, di facile ascolto e poco impegnativo, usato come sottofondo di centri commerciali, supermercati, sistemi telefonici, navi da crociera, aerei di linea, hotel, aeroporti, uffici, ospedali ed ascensori. Si tratta di una tipologia di musica concepita per l'intrattenimento, ma anche utilizzata per ottenere rilevanti vantaggi economici.

## Storia

### Fondazione
La muzak fu concepita basandosi sull'idea del maggiore George Owen Squier dell'Aeronautical Division, U.S. Signal Corps, che all'inizio degli anni venti aveva brevettato un sistema di trasmissione di segnale audio mediante cavi elettrici. I diritti di sfruttamento del brevetto di Squier furono acquisiti da parte della holding North American Company, che diede il via all'attività fondando la Wired Radio. Negli anni trenta la Wired Radio fu ribattezzata Muzak, termine coniato dallo stesso Squier, che prese spunto dal già esistente termine Kodak, di grande forza persuasiva, e lo fuse con il vocabolo music. Fu inizialmente trasmessa via cavo sul territorio, ma il progressivo miglioramento della qualità audio fornita dalla radio convinse l'azienda ad offrire il servizio ad aziende private, all'inizio soprattutto ad alberghi e ristoranti.

### Diffusione
Dopo aver constatato l'efficacia del prodotto, che si diffuse rapidamente a partire dal 1936, l'azienda ingaggiò diversi compositori per realizzare un ampio catalogo da offrire alla clientela. La divisione Muzak ebbe nuovo slancio quando nel 1937 fu acquisita dalla Warner Brothers, che diffuse il sistema in altre località. Fu l'inizio di una lunga serie di passaggi di proprietà per la Muzak, che per lungo tempo avrebbe conservato il proprio marchio. In questo periodo, altre aziende tentarono di organizzare un servizio simile, ma nessuna arrivò ai livelli della Muzak Holding Corporation. Nel dopoguerra, la muzak fu spesso diffusa negli ascensori dei grattacieli ed acquisì anche la definizione di musica per ascensori.

### Miglioramento di tecnologie e servizi
I rudimentali grammofoni che nei primi anni riproducevano la muzak non garantivano la continuità e la fedeltà del suono. Il volume di riproduzione fu smorzato per garantire maggiore discrezione ed eleganza al prodotto. Il sistema si sviluppò ulteriormente negli anni cinquanta ed in seguito la diffusione si raffinò con l'utilizzo dei cavi telefonici, per passare poi alla modulazione di frequenza ed infine alle trasmissioni via satellite e via internet.
Gli standard di registrazione passarono dai primi rudimentali dischi a quelli in vinile, a nastri di registrazione e a cassette stereo8, che progressivamente arrivarono a garantire fino a 12 ore di musica ininterrotta. A partire dagli anni novanta fu utilizzata la tecnologia dei compact disc. I clienti dell'azienda cominciarono ad impiegare il prodotto anche nei mezzi di trasporto, nei luoghi di lavoro, fabbriche, uffici ecc. e successivamente anche in grandi locali come i centri commerciali. Vi è stata un'evoluzione anche dal punto di vista commerciale e l'azienda ha offerto il prodotto anche in franchising. Negli anni novanta fu dato il via al servizio personalizzato per ogni azienda. Nel 2006, il catalogo della Muzak Holding Corporation disponeva di 3 milioni di brani originali. Negli ultimi anni, l'azienda offriva circa 100 canali musicali via satellite o via internet.

### Problemi finanziari
Dopo aver annunciato la fusione nel 2007 con l'azienda texana di promozione musicale DMX, la Muzak Holdings annunciò nel gennaio del 2009 l'esigenza di appianare gli ingenti debiti accumulati, dovuti alla crisi economica. L'azienda fece ricorso il mese successivo al Chapter 11 della legge americana sui fallimenti. Il piano di riorganizzazione, che prevedeva l'estinzione di metà dei debiti, fu reso pubblico nel settembre del 2009 e, a detta dell'azienda, vi aderirono buona parte dei creditori. Secondo tale piano sarebbero state pagate le banche ed assegnate quote azionarie ad altri creditori.
Il 12 gennaio 2010, la Corte statunitense per i fallimenti approvò il piano, salvando dalla bancarotta la Muzak, che iniziò una riorganizzazione interna con l'istituzione di tre nuove unità finanziarie: Muzak Media, Touch e Muzak Systems, incaricate rispettivamente di acquisizioni, promozioni e ristrutturazione tecnologica.

### Vendita dell'azienda e ritiro del marchio
Nel 2011, l'azienda multinazionale Mood Media ha assorbito la Muzak dietro un corrispettivo di 345 milioni di dollari. La produzione di questa azienda si basa sul branding sensoriale e comprende anche materiale visivo, olfattivo ecc. che, insieme alla musica da sottofondo tipo muzak, vengono offerti ad imprese che li utilizzano per attrarre i consumatori. Nel febbraio del 2013, la Mood Media ha annunciato il ritiro dal mercato del marchio Muzak, continuando a produrre il materiale audio utilizzando esclusivamente il proprio nome.

## Critiche
Malgrado i successi riscossi, la muzak divenne sinonimo di musichetta commerciale orecchiabile ed è tuttora considerata un prodotto scadente dagli ascoltatori e dai compositori interessati a musiche di valore artistico e non commerciale. Negli anni Settanta, il musicista inglese Brian Eno coniò il termine ambient music per la musica di sottofondo d'autore, in contrapposizione a quella commerciale offerta dalla muzak. Eno affermò che quest'ultima appiattisce l'atmosfera negli ambienti dove viene trasmessa con le sue idiosincrasie musicali tendenti a togliere i reali e genuini sensi di dubbio e incertezze presenti in tali ambienti, che la musica ambientale vuole invece valorizzare.
Nel 1989, il musicista rock statunitense Ted Nugent, disgustato dal basso livello artistico della muzak, fece una pubblica offerta di 1 milione di dollari per acquistare la Muzak Holding Corporation al solo scopo di chiuderla. L'offerta fu rifiutata e costituì una discreta pubblicità per ambo le parti.

## Nella cultura di massa
In un ritornello della canzone Push De Button scritta da Harold Arlen e Yip Harburg troviamo i seguenti versi: